# Bathygnathus

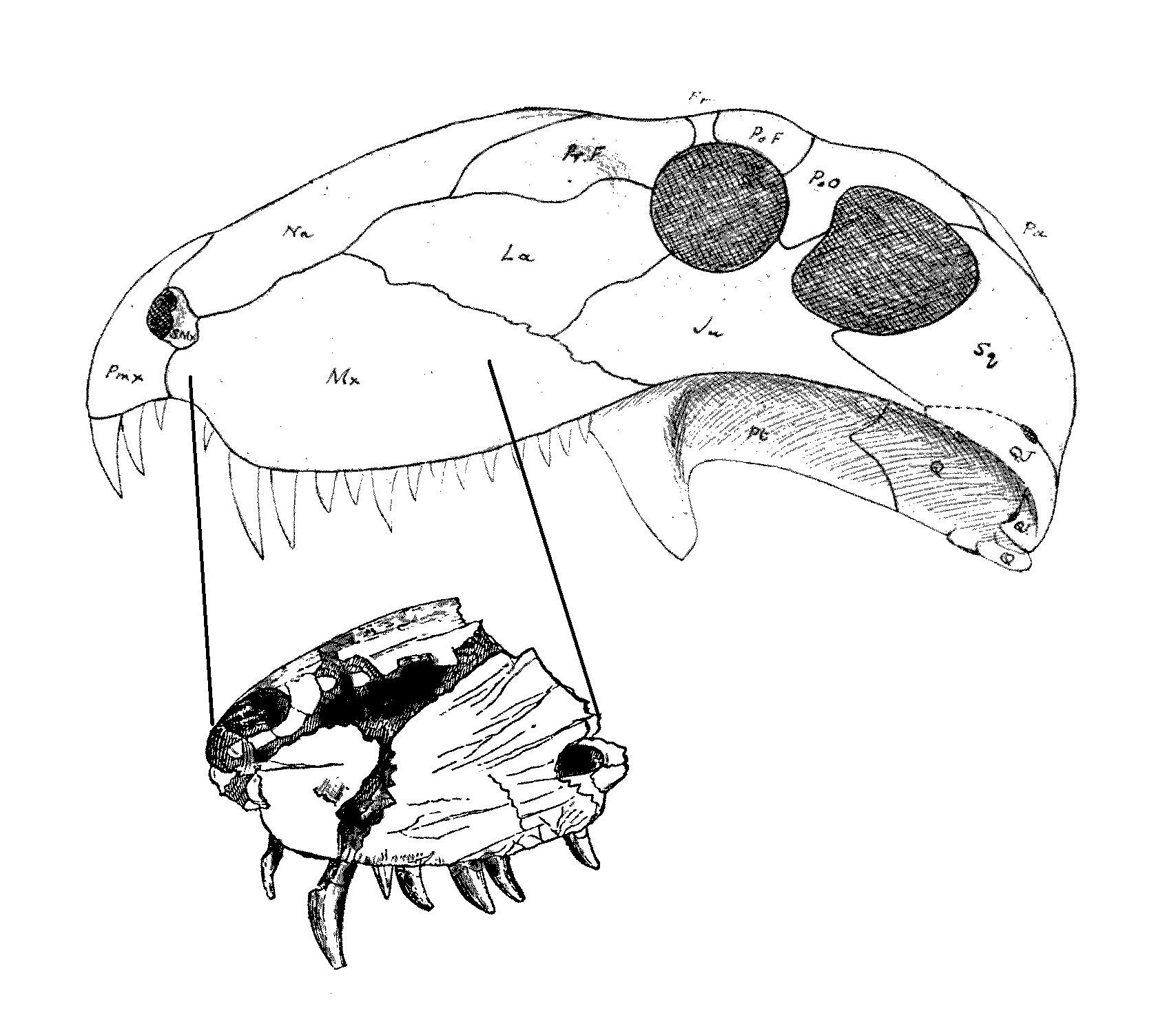
Maxilar izquierdo de Bathygnathus borealis (abajo) comparado con el cráneo de Dimetrodon.

Bathygnathus es un género de sinápsidos pelicosaurios que vivieron a mediados del Pérmico hace 270 millones de años. La única especie de Bathygnathus fue descubierta en la isla del Príncipe Eduardo en una excavación en el área de la comunidad de New London y su importancia fue reconocida por el naturalista local Francis Bain. Fue descrito inicialmente por Leidy en 1855 como el maxilar inferior de un dinosaurio. El espécimen es reconocido actualmente como el maxilar superior de un sinápsido esfenacodóntido.